# Геркулес (мультсериал)
«Геркулес: Анимационный сериал» (англ. Hercules: The Animated Series) — мультсериал 1998 года, снятый по мотивам одноименного мультфильма студии Диснея, являющегося переработкой древнегреческих мифов.

## Сюжет
Сериал рассказывает о похождениях Геркулеса, когда тот еще является подростком, тренирующегося в специальной школе, чтобы стать настоящим героем. Среди его друзей — предприимчивый Икар, девушка-предсказательница Кассандра и его учитель Филоктет, которого все зовут просто Фил. Геркулес противостоит своему коварному дяде, богу подземного мира, Аиду. Сериал противоречит некоторым событиям фильма и не является каноничным для его вселенной.

## Описание
Как и мультсериал «Русалочка», «Геркулес» является спин-оффом анимационного фильма и рассказывает о подвигах Геркулеса-подростка. При этом мультсериал не является ни сиквелом, ни приквелом, так как события не каноничны для вселенной мультфильма «Геркулес». В основном, сериал рассказывает о событиях в сюжете первого мультфильма — после того, как юноша познакомился с Филом, но до того, как стал героем. Такой способ изложения называется мидквелом и распространён у Диснея — подобное развитие сюжета уже встречалось в мультфильмах «Король Лев 3: Хакуна матата», «Красавица и Чудовище: Чудесное Рождество» и «Тарзан 2».
Из мультфильма в сериале появляется множество богов, которые лишь мелькали среди прочих персонажей, здесь они играют более существенную роль. Как и в полнометражном фильме, основным отрицательным героем выступает бог Аид.

## Персонажи
- Геркулес (Тейт Донован) (англ. «Hercules») — герой, ставший богом после обучения и совершения подвигов. Полубог, сын Зевса и Геры (в отличие от классической греческой мифологии). Добрый, честный и наивный, но неуклюжий юноша, что нередко приводит к опасным ситуациям для окружающих.
- Кассандра (Сандра Бернард) (англ. «Cassandra») — пессимистичная прорицательница, подруга Геркулеса. Обладает даром предвидения плохих событий. Икар одержим идеей однажды жениться на ней, она же терпеть его не может, хотя изредка проникается к нему симпатией.
- Икар (Френч Стюарт) (англ. «Icarus») — лучший друг Геркулеса, сын Дедала. Сбежал из лабиринта вместе со своим отцом, соорудив восковые крылья. Настоящий сумасшедший — в сериале это объясняется тем, что он сжёг свой мозг, когда подлетел слишком близко к солнцу. Несмотря на это, его всё равно тянет к светилу, что становится поводом для новых недоразумений. Неисправимый оптимист, одержим любовью к Кассандре. Легко адаптируется к любой ситуации.
- Филоктет (Роберт Костансо) (англ. «Philoctetes») — сатир, тренер героев, бабник.
- Пегас (Фрэнк Уэлкер) (англ. «Pegasus») — крылатый конь Геркулеса, которого Зевс создал из облака и подарил сыну ещё в младенчестве.
- Аид (Джеймс Вудс) (англ. «Hades») — главный антагонист сериала. Царь подземного мира, брат Зевса и дядя Геркулеса, мечтающий погубить племянника и завладеть Олимпом.
- Зевс (Кори Бёртон) (англ. «Zeus») — муж Геры, отец Геркулеса и брат Аида, верховный бог Олимпа. Любит сына и готов на всё ради него. Всегда готов поделиться полезным советом.
- Гера (англ. «Hera») — богиня брака и семьи. Жена Зевса и мать Геркулеса. В отличие от своего мифологического прототипа никогда не замышляла убить Геркулеса, выступает скорее в роли любящей матери и жены.
- Афродита (англ. «Aphrodite») — богиня любви и красоты. Её любовной силе подвластны как люди, так и боги. В её честь создан праздник. Она вечно юная. Чаще всего Геркулес обращается за помощью именно к ней. Обручена с Гефестом.
- Гермес (англ. «Hermes») — посланник богов и личный помощник Зевса. Чаще других богов общается с Геркулесом.
- Арес (Джей Томас) (англ. «Ares») — бог войны и покровитель Спарты. Мечтает заполучить Афины, по этой причине постоянно конфликтует со своей одноимённой сестрой. Имеет двух сыновей: Хаоса и Террора.
- Афина (англ. «Athena») — богиня мудрости и покровительница Афин. Хоть и сестра Ареса, но они воюют друг с другом, скорее всего из-за того, что тот бог войны, а она предпочитает всё решать мирным путём.
- Боль и Паник — бесы на службе Аида. Боль толстый и красный, а Паник — тощий и синий. Могут превращаться во что угодно. Постоянно терпят неудачи, за что получают взбучки от Аида.
- Мойры (англ. «Fates») — плетут Ковёр Судьбы, но иногда гостят в Подземном мире. Имеют один глаз на троих. В одной из серий показано, что они работают и в скандинавской мифологии.
- Харон (англ. «Charon») — перевозчик на реке Стикс. Боится Аида, но ценит свою работу.
- Ехидна (англ. «Echidna») — мать всех чудовищ. Показана как гигантский демоноподобный монстр с шестью лапами и крыльями.
- Дедал (Дэвид Гейд Пирс) (англ. «Daedalus») — отец Икара, талантливый изобретатель. Учитель труда в "Академии Прометея", развёлся с матерью Икара, о чём сын не подозревает. После окончания школы сын начинает помогать отцу в работе над изобретениями, и они становятся знаменитыми, открыв своё дело под названием «Воскокрылый король».
- Адонис (англ. «Adonis») — наследный принц Фракии, полная противоположность Геркулесу, так как тот привык к своей грубой силе, а он же утончённая личность, натуральный, вальяжный царевич. Часто издевается над Геркулесом. Адонис искренне считает, что всё в мире можно купить за деньги.
- Елена (англ. «Helen») — подруга Адониса, но в отличие от него уважает Геркулеса.

## Эпизоды
| Сезон | Сезон                         | Кол-во эпизодов | Показ                 | Показ               |
| Сезон | Сезон                         | Кол-во эпизодов | Премьера              | Финал               |
| ----- | ----------------------------- | --------------- | --------------------- | ------------------- |
| 1     | Weekdays                      | 52              | 31 августа 1998 года  | 1 марта 1999 года   |
| 2     | Disney's One Saturday Morning | 13              | 12 сентября 1998 года | 16 января 1999 года |

## Критика
CommonSenseMedia присвоила сериалу 4 звезды из 5 возможных. Calhoun Times and Gordon County News присвоила сериалу 3 звезды из четырех.

### Призы и номинации
| Год  | Номинируемая работа | Категория                                                               | Результат |
| ---- | --- | ----------------------------------------------------------------------- | --------- |
| 1999 | Jennifer E. Mertens, Robert Duran, Paca Thomas, Marc Perlman, Brian F. Mars, Melissa Ellis, Robbi Smith, Robert Poole III, Rick Hammel, Kenneth D. Young, Charles Rychwalski, Eric Hertsgaard, William Kean, David Lynch, Otis Van Osten | Emmy Award за выдающуюся звукорежиссёрскую работу.                      | Номинация |
| 1999 | Casey Stone за эпизод «Геркулес и гибель богов» | Приз Golden Reel Award за лучшую звукорежиссуру — телеанимация — музыка | Номинация |
| 2000 | James Woods за роль «Аида» | Emmy Award за выдающуюся игру в анимации                                | Победа    |
| 2000 | French Stewart за роль «Икара» | Emmy Award за выдающуюся игру в анимации                                | Номинация |
| 2000 | Marc S. Perlman, Robert Duran и Paca Thomas | Emmy Award за выдающуюся звукорежиссёрскую работу                       | Номинация |
| 2000 | Joseph LoDuca | Приз ASCAP за лучший телесериал                                         | Победа    |